# Kummer (Ludwigslust)
Kummer ist ein Ortsteil der Stadt Ludwigslust im Landkreis Ludwigslust-Parchim in Mecklenburg-Vorpommern.

## Geografie und Verkehrsanbindung
Kummer liegt westlich des Stadtkerns von Ludwigslust an der Landesstraße L 7 und an der am südlichen Ortsrand verlaufenden B 5. Östlich fließt die 52 km lange Rögnitz.

## Sehenswürdigkeiten
Als Baudenkmale sind ausgewiesen (siehe Liste der Baudenkmale in Ludwigslust#Kummer):
- Hof XXIV, Jägerhof, Wohnhaus
- Querdielenscheune (Krenzliner Straße 11)
- Häuslerei (Krenzliner Straße 13)
- Windmühle mit Speichergebäude (Mühlenbergstraße)
- Längsdielenhaus (Picher Weg 4)
- Gefallenendenkmal 1914/1918 und 1939/45 (Unter den Eichen)
- 2 Meilensteine (an der B 5 Richtung Ludwigslust)

## Söhne und Töchter
- Heinrich Timm (1885–1917), Flugzeugkonstrukteur